# Vendela Vida
Vendela Vida est une journaliste et écrivaine américaine née à San Francisco le 6 septembre 1971.
Elle est rédactrice en chef de la revue littéraire The Believer et tient une librairie à San Francisco : 826 Valencia.
Elle est l'épouse de l'écrivain Dave Eggers. 

## Scénario de film
- Away We Go de Sam Mendes, coécrit avec Dave Eggers, 2009[3]